# Josef Koudelka
Josef Koudelka (ur. 10 stycznia 1938 w Boskovicach) – czeski fotograf.

## Życiorys
Josef Koudelka zaczął fotografować już we wczesnym dzieciństwie. Później zajmował się dokumentowaniem występów teatralnych praskiego Teatru za Bramą.
Jego projekt fotografowania Romów w Rumunii zbiegł się w czasie z inwazją wojsk Układu Warszawskiego w Czechosłowacji w sierpniu 1968. Koudelka przyjechał specjalnie do Pragi, aby będąc w centrum wydarzeń fotografować interwencję. Powstałe negatywy przemycił do amerykańskiej agencji Magnum, która anonimowo opublikowała jego materiał w magazynie „The Sunday Times” pod inicjałami P.P. (Prague Photographer). Do Magnum dołączył w 1971.

## Nagrody
Josef Koudelka jest laureatem wielu prestiżowych nagród z dziedziny fotografii, m.in.:
- 2015 – Nagroda im. Ericha Salomona
- 2004 – Cornell Capa Infinity Award
- 1992 – Nagroda Fundacji Erny i Victora Hasselblad
- 1991 – Grand Prix Henri Cartier-Bressona
- 1987 – Grand Prix National de la Photographie
- 1980 – National Endowment for the Arts Council
- 1978 – Nagroda Nadara
- 1969 – Złoty Medal im. Roberta Capy